# S-Partícula
En física de partículas, una s-partícula (también llamada supercompañera) es una hipotética partícula elemental. La supersimetría es una de las teorías de sinergía en la actual física de alta energía la cual predice la existencia de estas partículas "en la sombra".
La palabra supercompañera proviene de la unión de las palabras supersimetría y compañera (s-partícula es la unión de supersimetría y compañera).

## Predicciones teóricas
De acuerdo con la teoría de supersimetría, cada fermión debería tener un compañero bosón, el supercompañero del fermión y cada bosón deberían tener un compañero fermión. La supersimetría exacta no rota podría predecir que una partícula y sus supercompañeras tendrían la misma masa. A día de hoy, todavía no se han encontrado supercompañeros en el modelo estándar. Esto puede indicar que la supersimetría no es correcta, o también puede ser el resultado del hecho de que la supersimetría no es una simetría exacta no rota de la naturaleza. Si se encontrasen supercompañeros, su masa determinaría la escala a la cual se rompe la supersimetría.
Para las partículas que son escalares reales (como un axión), existe un supercompañero fermión al igual que un segundo campo escalar. Respecto a los axiones, a estas partículas se las llama normalmente axiones o s-axiones.
En la supersimetría extendida puede haber más de una superpartícula por cada partícula. Por ejemplo, con dos copias de supersimetría en cuatro dimensiones, un fotón tendría dos supercompañeros fermiones y un supercompañero escalar. 
En dimensión cero (conocida normalmente como mecánica matricial) es posible tener supersimetría, pero no supercompañeros. Sin embargo, esta es la única situación donde la supersimetría no implica la existencia de supercompañeros.

## Recreando supercompañeros
Si la teoría de supersimetría es correcta, se debería poder recrear estas partículas en un acelerador de partículas de alta energía. Conseguirlo no será tarea fácil; estas partículas pueden tener masas hasta 1000 veces mayores que la de sus correspondientes partículas "reales".
Hasta hace poco, los colisionadores no tenían la potencia necesaria para crear estas partículas supermasivas, pero el gran colisionador de hadrones en el CERN de Suiza será capaz de alcanzar colisiones en el rango de los 14 TeV (tera-electrón-voltio), lo que puede ser adecuado para determinar si estas partículas supercompañeras existen realmente.